# Mare
|  | Per a altres significats, vegeu «Mare (Sorolla)». |

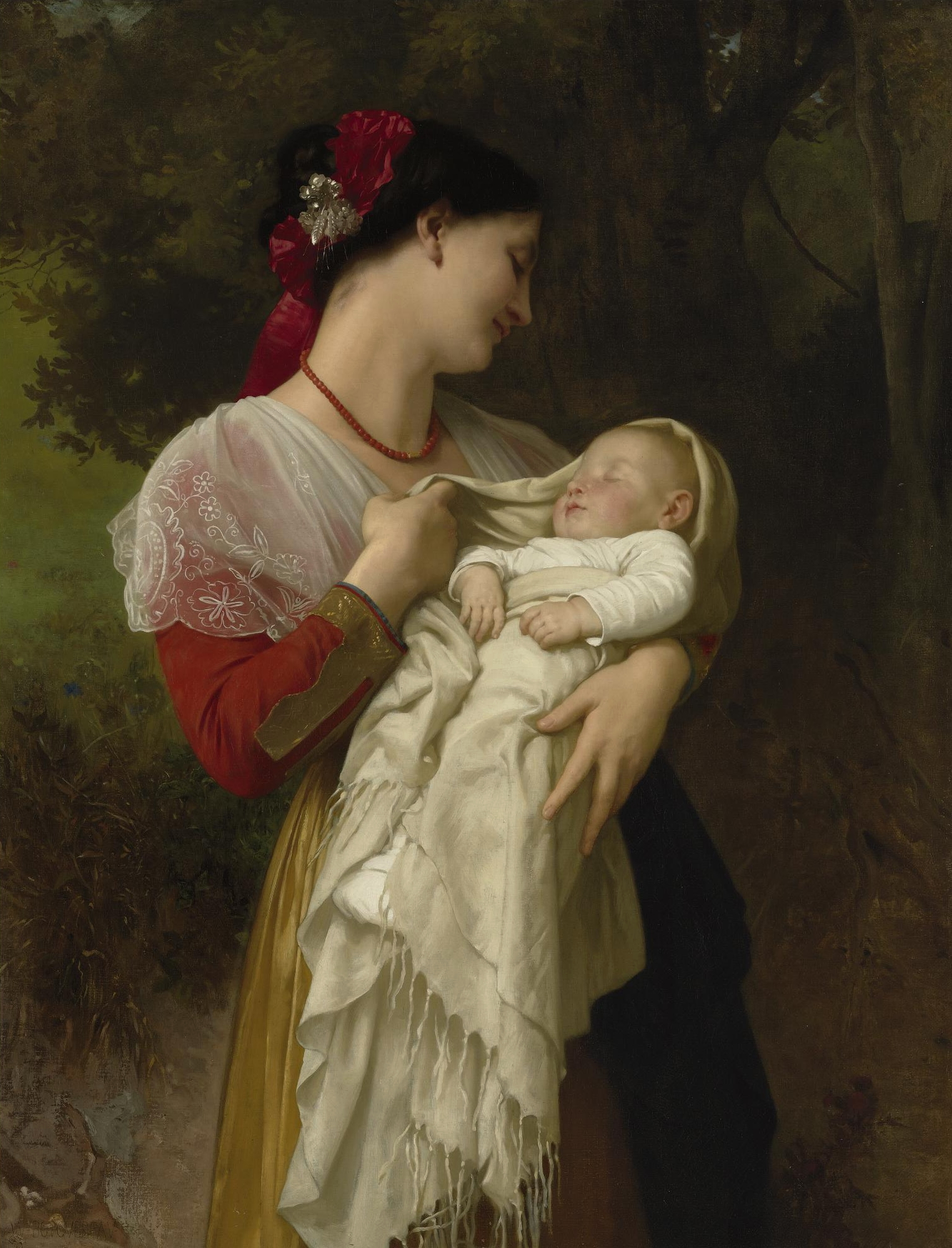
Admiració maternal, obra de William Bouguereau,

Una mare és la dona o femella que pareix un animal o pon l'ou del qual sortirà, i en algunes espècies el cria durant el primer període de vida. També s'anomena mare la que assumeix aquest rol de cuidadora encara que no en sigui la progenitora biològica. El terme s'aplica als animals però per extensió es pot parlar d'altres regnes o fins i tot d'idees i objectes (en el sentit d'engendradora o protectora). Un ús específic és quan s'aplica la paraula a la monja superior d'un convent.

## Les mares humanes
El model arquetípic de mare és Maria, mare de Jesús i usualment la festa de les mares va lligada a ella en els països cristians (sol celebrar-se el primer diumenge de maig). En sistemes de parentiu extensos, es pot anomenar mare a qualsevol membre de la generació anterior de sexe femení.
Una excessiva identificació del fill amb la mare pot donar lloc a trastorns com el complex d'Èdip, així com a immaduresa i incapacitat per mantenir relacions sentimentals estables. Per contra, la manca d'amor maternal pot donar lloc a psicopaties violentes, inseguretat o retards en el desenvolupament.
Usualment es comptabilitza la mare com la unitat bàsica de la família, ja que els fills solen estar amb ella i en alguns països el divorci i el canvi de parella és molt freqüent. Avui dia, però, amb els nous models de família hi ha llars homoparentals amb només homes com a progenitors, custòdies compartides o avis que assumeixen el rol dels pares. S'ha perdut la concepció única de la família nuclear.
Les funcions de la mare han anat variant al llarg del temps. En un primer moment, era la dona que, després de nou mesos d'embaràs, paria un nen o una nena i el criava amb la seva llet fins que es podia valdre autònomament. Després, a les classes socials més altes, la funció d'alletament va passar a la dida i la mare es limitava a tenir la criatura i assegurar-ne la legitimitat. Amb les adopcions, la mare era la persona que es preocupava del benestar del nadó. Avui dia, les funcions són múltiples i poden incloure des de la gestació, l'alletament, l'educació i la socialització primària, la cura fins a la majoria d'edat i l'amor.

## La mare a la literatura
El tractament de la mare com a tòpic a tractar a obres literàries es troba a l'obra de Gorki Mare i a poemes àrabs tradicionals i moderns.